# Pocophora scotobathra
Pocophora scotobathra är en fjärilsart som beskrevs av Louis Beethoven Prout 1925. Pocophora scotobathra ingår i släktet Pocophora och familjen mätare. Inga underarter finns listade i Catalogue of Life.